# Cửa hàng đồ chơi

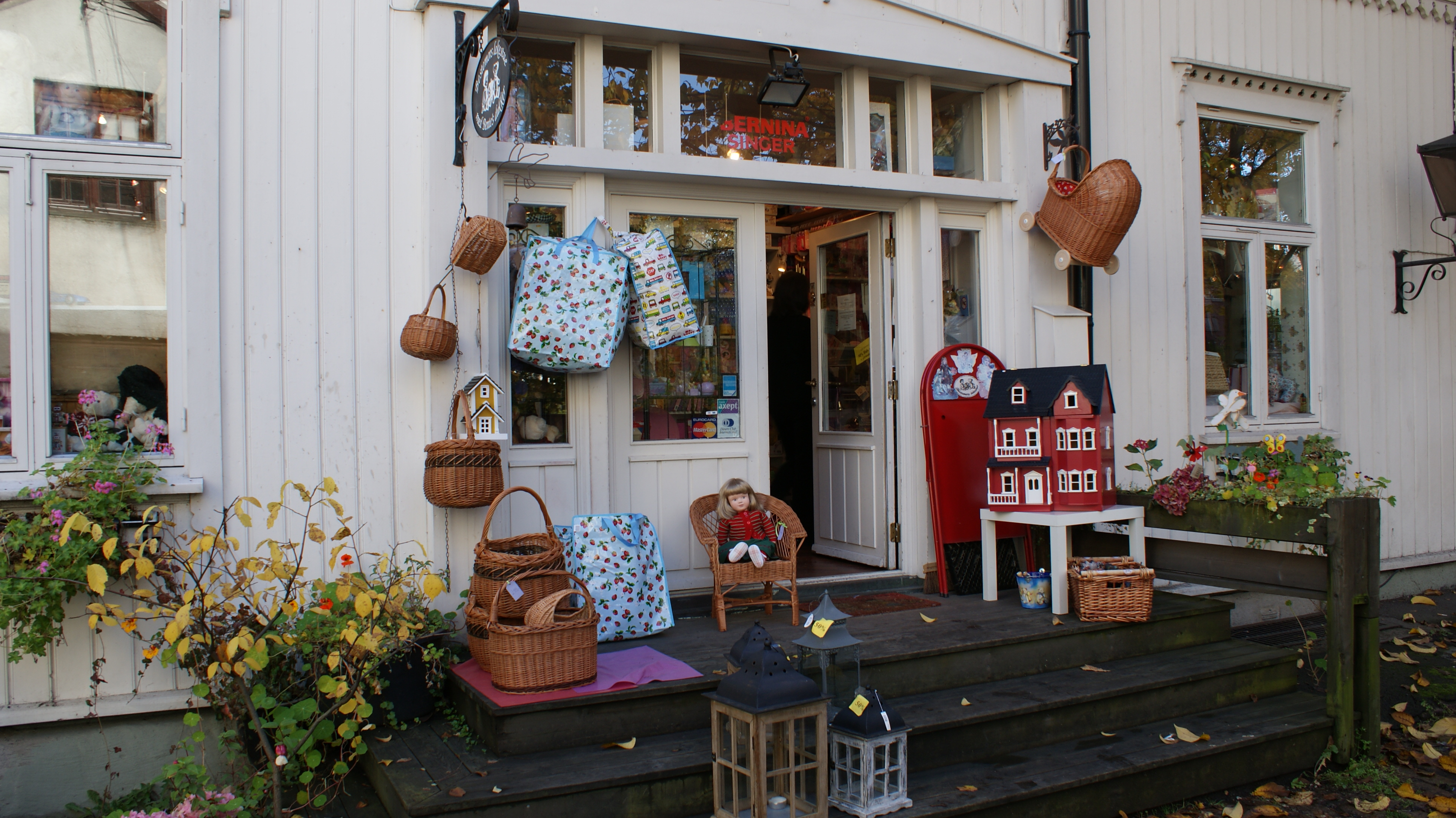
Một cửa hàng chuyên về đồ chơi tự chế, ở Oslo

Cửa hàng đồ chơi là một doanh nghiệp bán lẻ chuyên bán đồ chơi.
Không còn bị giới hạn bởi một cửa hàng vật lý, nhiều cửa hàng đồ chơi hiện giao dịch kinh doanh qua Internet ngoài các cửa hàng trên đường phố. Nhiều cửa hàng bách hóa cũng có bán đồ chơi.
Trong số các nhà bán lẻ đồ chơi được biết đến rộng rãi nhất là hãng Toys "R" Us lâu đời và FAO Schwarz. Cửa hàng hàng đầu của Hamley ở London là cửa hàng đồ chơi lớn nhất thế giới.